# Próxeno

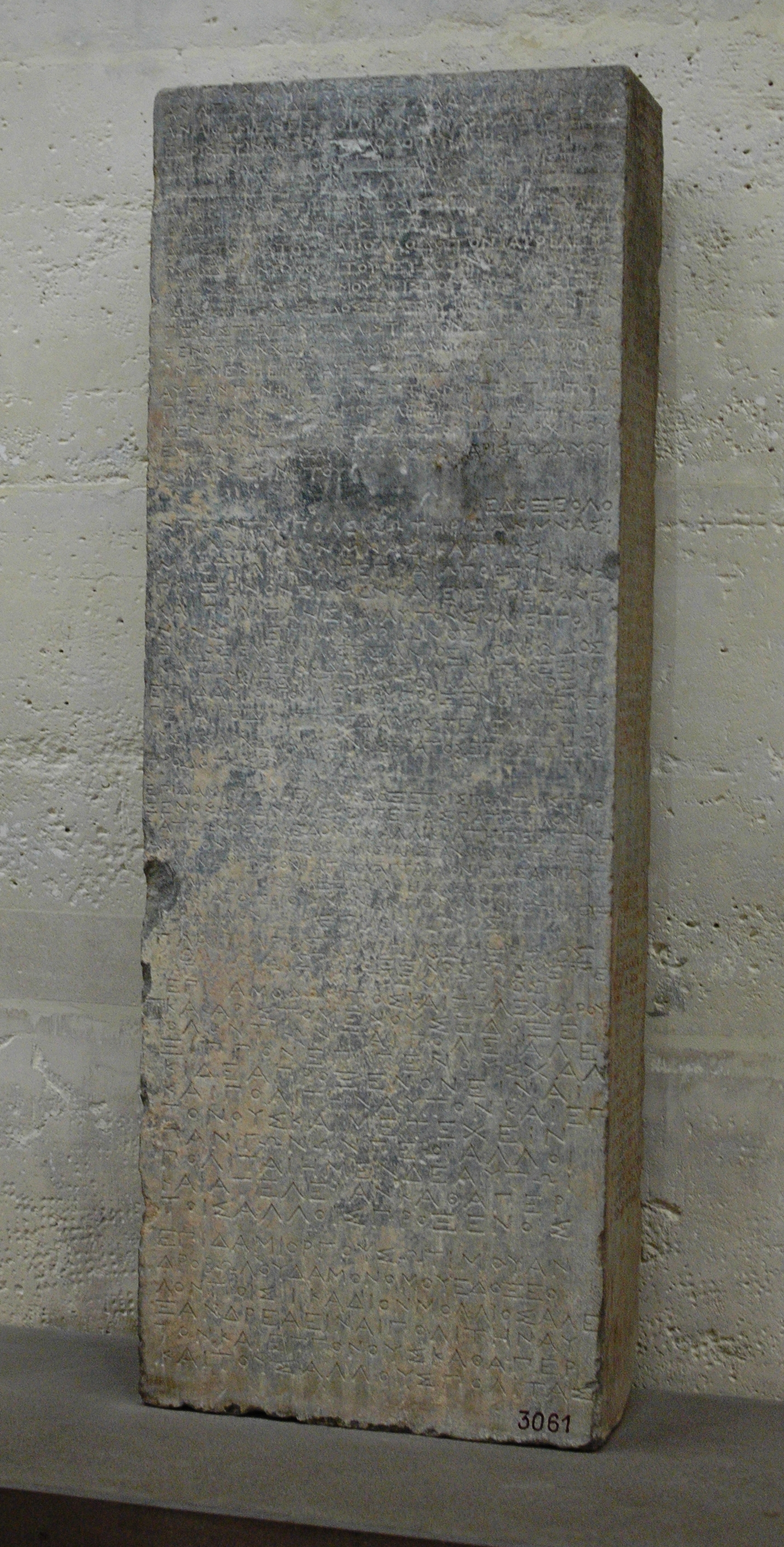
Decreto de la ciudad de Olunte, que honra a los próxenos y benefactores públicos. -II a. C.

En la Antigua Grecia, el próxeno (en griego, πρόξενος, cuyo significado es el que actúa en favor del extranjero) era el representante de los intereses de una polis en otra, de forma análoga a los actuales cónsules. Los próxenos eran designados, a cambio de ciertos honores y privilegios, por la ciudad que les confiaba velar por sus intereses. En ocasiones estos privilegios alcanzaban no solo al próxeno sino también a sus  descendientes.
Por lo general, no eran ciudadanos de la polis que les nombraba, sino de aquella en la que desempeñaban sus funciones.
Su misión consistía en ocuparse de los viajeros llegados de aquella polis por cuyos intereses velaba. Se ocupaba de tutelar y proteger al recién llegado, ayudándolo a resolver un sinfín de asuntos, proporcionándole fuentes de información y facilitándole los contactos.
La institución que regulaba estas relaciones de hospitalidad entre dos ciudades se denominaba proxenía. Las obligaciones y los privilegios de los próxenos se recogían en los llamados decretos de proxenía.
La institución de la proxenía tiene su origen en los vínculos de hospitalidad entre particulares, lo que se denomina xenía. La mención más antigua de un próxeno se halla en un epigrama funerario de Corcira que se ha fechado en torno a los años 625-600 a. C. Esta y otras inscripciones indican que los próxenos solían recibir honores fúnebres públicos por parte de la ciudad a cuyos ciudadanos acogía. Otros privilegios de los que en ocasiones gozaban los próxenos podían ser la exención de impuestos, el derecho a la importación y exportación, el derecho a adquirir tierras e inmuebles y puestos de honor en espectáculos públicos o invitaciones al Pritaneo.
Un estudio económico-histórico reciente ha demostrado que los servicios proporcionados por los beneficiarios de proxenia a su ciudad afiliada podrían reducir los costos de transacción económica y fomentar el comercio.